# Nénette et Rintintin

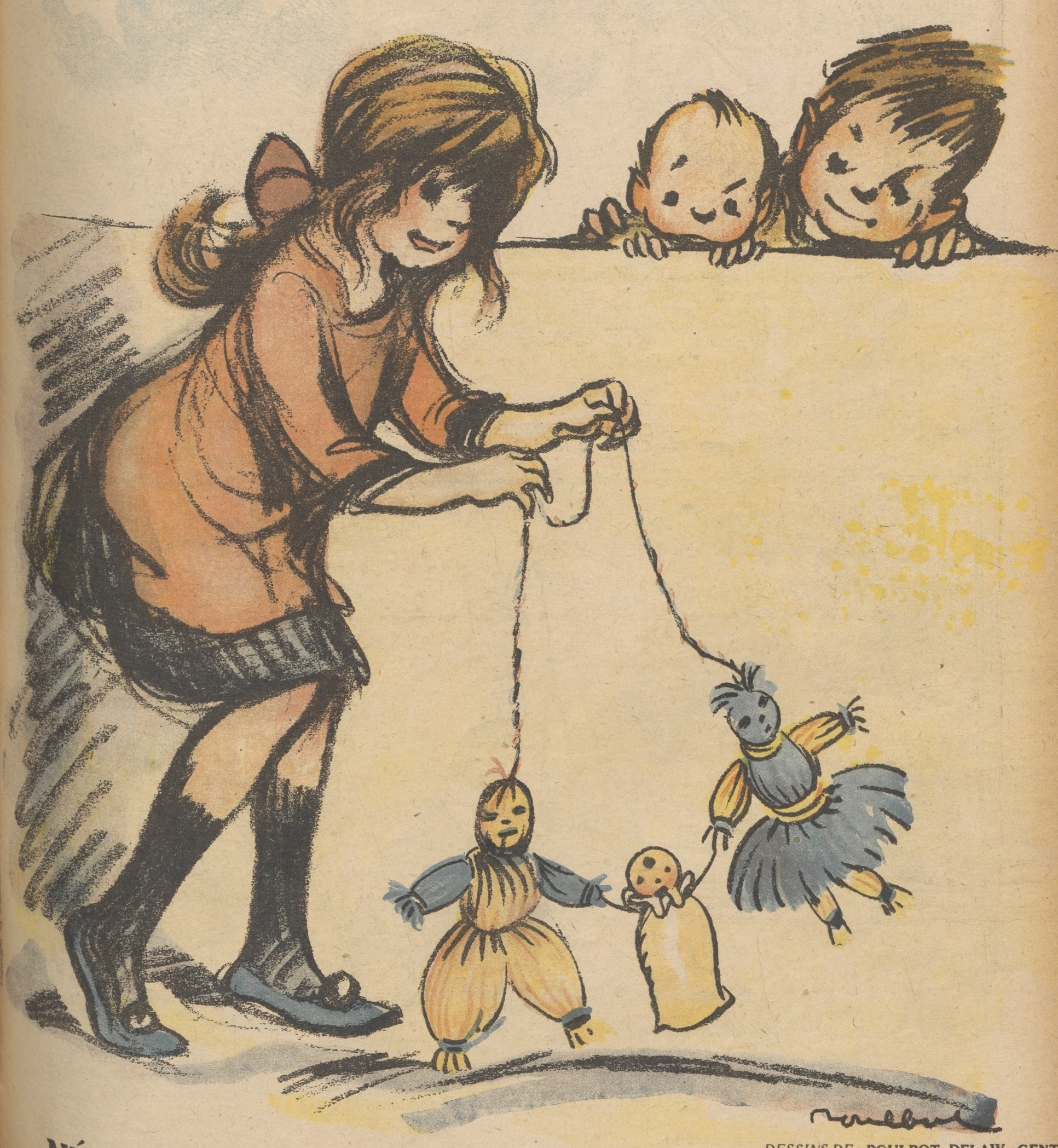
Nénette et Rintintin, Zeichnung von Poulbot, 1918

Nénette et Rintintin sind ein Paar kleiner, einfach gearbeiteter Puppen aus Wollfäden, die an einer Kordel hängen. Nénette heißt die männliche, Rintintin die weibliche Puppe. In Frankreich sind sie als Glücksbringer bekannt und waren besonders während und nach dem Ersten Weltkrieg weit verbreitet.
Erfunden wurden sie 1913 von dem französischen Zeichner und Illustrator Francisque Poulbot (1879–1946). Ursprünglich besaßen sie Köpfe aus Porzellan; die Produktion wurde wegen des kriegsbedingten Materialmangels bald wieder eingestellt. Aus Wollfäden einfach selbst geknotet, wurden sie an Partner und Angehörige verschenkt. Als Talisman am Körper getragen, sollten sie den Träger vor den feindlichen Geschossen schützen.